# Самец

«Щит и копьё Марса» — символ мужского пола, а также знак планеты Марс и одноимённого бога.

Саме́ц (мужска́я о́собь) — форма живого организма, производящая мелкие, подвижные гаметы — сперматозоиды. В процессе оплодотворения происходит слияние сперматозоида с более крупной женской гаметой — яйцеклеткой. Обычные мужские особи не могут размножаться без наличия хотя бы одной яйцеклетки женской особи, хотя некоторые организмы могут размножаться как половым, так и бесполым путём.
Определение пола происходит по-разному у разных видов. У человека и многих животных пол определяется генетически, у других видов он может определяться факторами среды и гормональным фоном в течение утробного развития. Большую роль играют также социальные факторы (см. Гендер). В ходе конвергентной эволюции пол возникал независимо в разных группах организмов. Поскольку различия между полами у разных видов часто непредсказуемы, пол определяется по наиболее существенному общему признаку — типу производимых гамет (сперматозоиды или яйцеклетки).
Различия между самцами и самками — половой диморфизм встречаются не только у животных. Мужские гаметы производят хитридиомицеты, диатомовые водоросли, наземные растения и другие виды. У наземных растений к «мужским» и «женским» структурам относят также спорофит, который даёт начало мужским и женским растениям.

## Внутривидовые функции мужского пола
Основной характеристикой самца является его способность оплодотворять самок своего вида, чтобы те могли родить потомство. Он должен передать генетическую информацию, содержащуюся в половых клетках (сперматозоидах) половым клеткам (например яйцеклеткам) женской формы. Кроме того, в зависимости от вида живого организма, в роль самца могут входить: защита представителей своего вида, добывание корма, воспитание потомства и др.

## Эволюционная роль мужского пола
Многие авторы отмечали трудность объяснить возникновение и поддержание мужского пола чисто репродуктивными функциями. Для того чтобы доминировать в природе, раздельнополые и гермафродитные организмы должны обладать существенными преимуществами, иначе их вытеснят бесполые варианты. Гермафродитные формы также имеют преимущество перед раздельнополыми, поскольку при небольшой плотности, когда трудно найти партнёра, они могут переходить к самооплодотворению. У некоторых видов самцы появляются только при определённых условиях.
Большое количество мужских гамет, их малые размеры, высокая подвижность и чувствительность к факторам среды делают возможным отбор на уровне гамет (см. Конкуренция сперматозоидов). Аналогично, бо́льшая активность и мобильность самцов, их агрессивность, склонность к полигамии и другие свойства приводят к более интенсивному естественному и половому отбору. В результате появляется возможность повысить качество потомства без ущерба для его количества, которое зависит от количества самок.

## Половой диморфизм
Представители мужского пола в Царстве животных кроме различий с самками в половой системе имеют отличия и во внешнем облике.
- У абсолютного большинства биологических видов самки крупнее самцов, хотя у млекопитающих наоборот (при большом количестве исключений).
- Больший размер и развитый мускульный аппарат, у некоторых видов, помогают самцам выжить и передать свой генофонд большему количеству самок.
- Более яркий внешний вид и самцов-птиц и других некоторых видов: такие самцы имеют больший шанс спариться, пример — павлины, самцы которых выделяются красочным, пышным оперением, а вот самки имеют непримечательные, серые перья.
- Биологические приспособления. Рога, бивни и другие подобные образования помогают самцам в битвах за право спариться с самками или же в охране своих самок и детёнышей от хищников. Пример, олени или бараны.